# Aulosaccus mitsukurii
Aulosaccus mitsukurii är en svampdjursart som beskrevs av Isao Ijima 1898. Aulosaccus mitsukurii ingår i släktet Aulosaccus och familjen Rossellidae.
Artens utbredningsområde är havet kring Japan. Inga underarter finns listade i Catalogue of Life.